# João Manoel de Noronha
João Manuel de Noronha (6 de Março de 1679 - Nápoles, 19 de Janeiro de 1761) foi um nobre português, 6.º conde de Atalaia desde 1722 até à sua morte e feito 1.º marquês de Tancos por carta de 22 de Outubro de 1751.

## Biografia
Filho do segundo casamento de Luís Manuel de Távora, 4.º conde de Atalaia, com D. Francisca Leonor de Mendoça da Câmara, era senhor de Atalaia, Tancos, Asseiceira, Vila Nova da Erra, Águias e mais lugares da Casa de Atalaia.
Foi também comendador de Santa Maria da Devesa, de Castelo de Vide, Cabeceiras de Basto e São Pedro do Vale de Nogueira na Ordem de Cristo, de Alpedriz na Ordem de Avis, de Santa Maria de Alcáçova na Ordem de Santiago, e alcaide-mor de Marvão.
Prestou serviços no Exército e na Armada, sendo capitão de infantaria da armada e mestre-de-campo do terço de Caminha em 1702.
Como o seu pai e o irmão, serviu na Guerra da Sucessão Espanhola e atingiu os postos de general-de-batalha e mestre-de-campo general. Entrou nos cercos de Alcántara e de Cidade Rodrigo e foi aprisionado na batalha de Almanza. Em 1708 desmantelou Valência de Alcântara e tomou Miranda aos espanhóis.
Foi então governador ou capitão-general de Angola, governador das armas na província do Alentejo, governador da Torre de Belém, do Conselho de Estado e da Guerra, mordomo-mor da rainha D. Mariana Vitória, tendo tido o mesmo  cargo junto da Princesa do Brasil, depois Maria I de Portugal.
Herdou o título de conde de Atalaia com a morte do seu irmão, e foi agraciado com o de marquês de Tancos em 22 de Outubro de 1751.

## Casamentos e descendência
O seu primeiro casamento foi em Lisboa, 1698, com D. Mariana (Bernarda ou Barbara) de Noronha Coutinho Mascarenhas (m. 1701), filha de D. Joana Coutinho e de D. Francisco Mascarenhas, irmão do 4.º conde de Santa Cruz, estribeiro-mor da rainha D. Maria Sofia, capitão-general da Madeira. Dela, nasceu:
- Joana (1699), morreu jovem

Casou-se em segundas núpcias a 23 de Janeiro de 1719 com D. Mecia de Rohan da Câmara (m. 21 de Junho de 1759), dama da rainha D. Maria Ana de Austria, filha do 2.º conde da Ribeira Grande. Dela, teve:
- Luís (1720), morreu jovem
- Constança Manuel (1719-1791), que sucedeu em todos os senhorios, alcaidarias-mores e comendas do seu pai, como 7.ª condessa da Atalaia, e 2.ª marquesa, depois duquesa de Tancos.